# 제흉유군

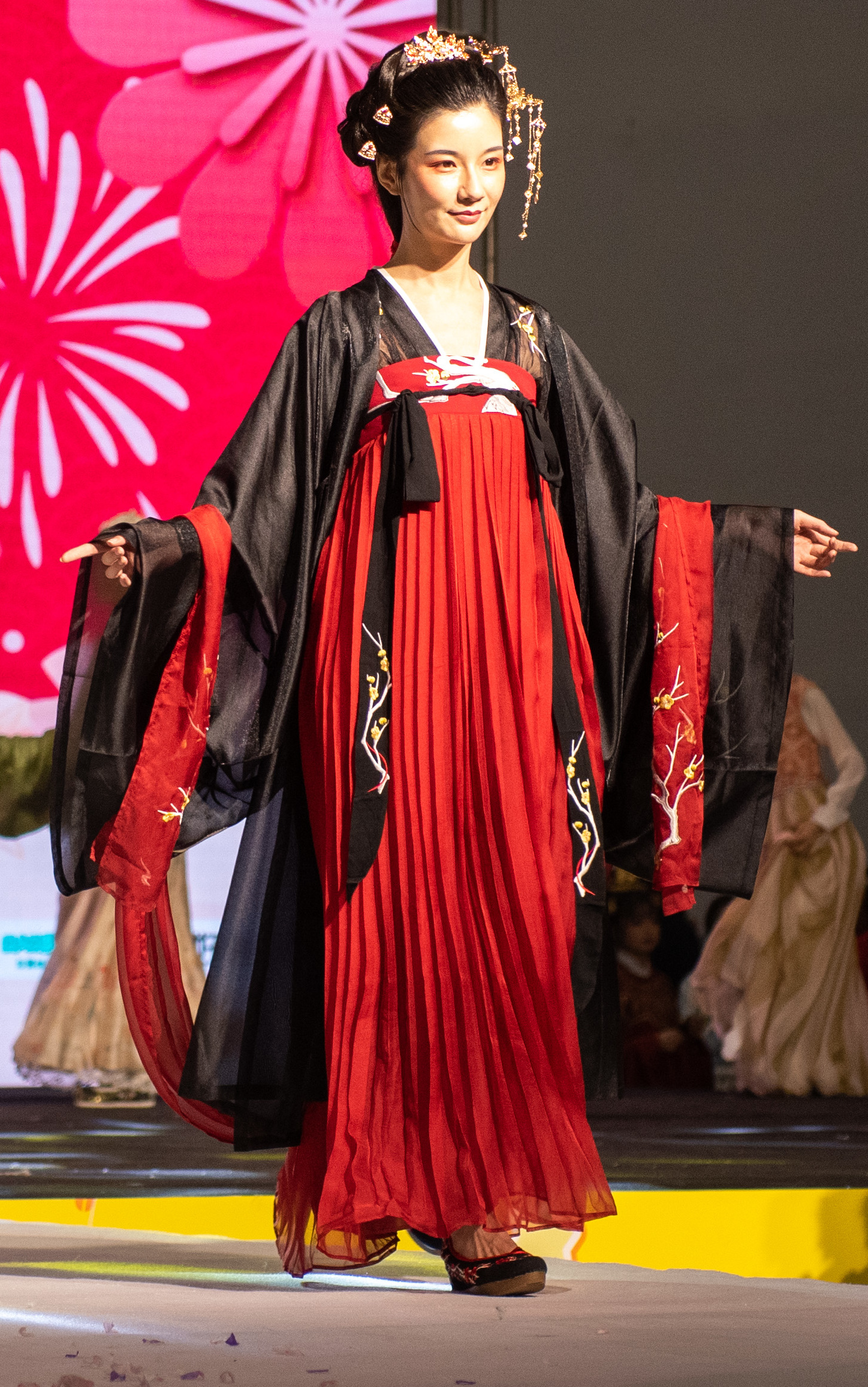

제흉유군(중국어 정체자: 齊胸襦裙, 병음: qíxiōng rúqún 치슝루췬[*])은 중국 여성 전통복의 한 스타일로, 치마의 허리춤을 가슴패기 위까지 끌어올려 기장을 매우 길게 늘어뜨린다. 육조시대부터 수당시대를 거쳐 오대십국시대까지 유행한 양식이다.
남북국시대에 신라와 발해에도 유입되어 한복치마를 가슴까지 끌어올려 입는 형태로 지금까지 영향을 남겼다.

## 같이 보기
- 한푸